# Marshall County, South Dakota
Marshall County är ett administrativt område i delstaten South Dakota, USA, med 4 656 invånare. Den administrativa huvudorten (county seat) är Britton. 

## Geografi
Enligt United States Census Bureau så har countyt en total area på 2 294 km². 2 170 km² av den arean är land och 124 km² är vatten. 

### Angränsande countyn
- Sargent County, North Dakota - nord
- Roberts County, South Dakota - öst
- Day County, South Dakota - syd
- Brown County, South Dakota - väst